# Ах, тази Мери
„Ах, тази Мери“ (на английски: There's Something About Mary) е американска романтична комедия от 1998 година, режисиран от братята Фарели. Във филма участват Камерън Диас, Мат Дилън, Бен Стилър, Лий Евънс и Крис Елиът.